# Borrowed Time (jeu vidéo)
Pour la chanson de John Lennon, voir Borrowed Time.
Borrowed Time est un jeu vidéo d’aventure développé par Interplay Productions et publié par Activision en 1985 sur Amiga, Apple II, Atari ST, Commodore 64, IBM PC et Macintosh. Le joueur incarne un détective privé qui mène l’enquête afin de découvrir l’identité de la personne qui tente de le tuer. Le jeu débute par un appel téléphonique anonyme, qui lui annonce que quelqu’un veut sa mort. Il doit ensuite échapper à plusieurs tentatives d’assassinat, qui lui font prendre au sérieux la menace. Pour survivre, il doit rapidement résoudre les sept enquêtes sur lesquelles il travaille et identifier la personne qui veut sa mort parmi de nombreux suspects.
Le jeu se déroule dans une ville fictive dans laquelle le joueur se déplace librement en suivant les rues qui la parcourent. Le jeu combine une représentation graphique et une description textuelle des évènements et des endroits visités par le joueur. Il se joue à la souris ou au joystick par l’intermédiaire de deux menus, en haut à droit de l’écran, dans lesquels le joueur peut sélectionner les verbes et les noms qui lui permettent de définir les actions à réaliser,. Une boussole, positionnée juste à côté, lui permet de plus de se déplacer en cliquant sur la direction dans laquelle il souhaite aller.